# الصليخ
حي الصليخ هي إحدى مناطق جانب الرصافة من مدينة بغداد في العراق والتابعة لقاطع الأعظمية، وتقع فيها المدرسة الثانوية المتميزة الكبيرة في بغداد كلية بغداد النموذجية للبنين، حيث إن هذه المدرسة أسسها مجموعة من الآباء اليسوعيين الأمريكيين في بداية القرن العشرين بعد أن اشتروا مساحات واسعة من الأراضي وأنشأوا عليها كنيسة للمدرسة ودير ومكان لحافلات نقل الطلاب، ثم صودرت هذه الأراضي والحقوق من اليسوعيين في سنة 1968 بعد ثورة 17/30 تموز بسبب تهمة التجسس للحكومات الغربية.
ومحلة الصليخ، تقع قرب حي الأعظمية التي تحاذي الصليخ من الجانب الغربي، وتحد المنطقة من الجانب الشرقي قناة الجيش، وتتسم منطقة الصليخ بكثرة بساتين النخيل والمناطق الزراعية التي تحد الحي من عدة جهات.
والصليخ: تصغير (صلخ) وهو نصف البئر الكروبة التي تبنى على حافة نهر دجلة وتسقى فيها البساتين والمزارع وكانت تسمى في العصر العباسي باسم «الشماسية» وهم خدم الكنائس مما يشير إلى كثرة الكنائس والأديرة سابقا، يُسمى جزء من الصليخ راغبة خاتون في محلة 318، ويُسمى جزء منها سبع أبكار في محلة 332، الصليخ القديم. ولابد من الاشارة إلى ماذكره جلال الحنفي ان أهالي منطقة الصليخ كانوا يتعاطون مهنة الدباغة والسلخ وصنع القرب هناك ولذلك سميت منطقتهم بالصليخ اخذاً من هذا المعنى.
واسم الصليخ الرسمي وفقاً للبلدية هو الشمّاسية التي تبدأ حدودها من ساحة عنتر جنوب غرب إلى جامع النداء جنوب شرق، إلى جامع الفرقان شمال شرق إلى ساحة أحد شمال غرب. وهي حاليا منطقة يسكنها المسلمون من العرب من أهل السنة والجماعة تقريباً بنسبة 90% والعرب الشيعة فيها 10% والأكراد. تتميز المنطقة في كل عام باحتفالها بالمولد النبوي الشريف المشهور هناك ويمتد هذا الحفل إلى إلى جسر الأئمة الذي هو مجاور لـ جامع الإمام الأعظم (أبي حنيفة النعمان) في الأعظمية.

## مدارسها
- 1.مدرسة الناصر الابتدائية.
- 2.مدرسة الصليخ الابتدائية.
- 3.مدرسة عائشة الابتدائية.
- 4.مدرسة المعري الابتدائية.
- 5.متوسطة بلال الحبشي للبنين.
- 6.ثانوية الكرامة للبنات.
- 7.إعداية السويس للبنين.
- 8.كلية بغداد.
- 9.متوسطة الفرزدق للبنين
- 10مدرسة موسى بن نصير الإبتدائية
- 11.مدرسة الانطلاق الإبتدائية
- 12.ثانوية الإخاء المسائية
- 13.مدرسة مايس الإبتدائية
- 14.روضة الخلود
- 15.روضة مايس
- 16.مدرسة الوركاء الأهلية
- 17.مدرسة الأزاهير الإبتدائية

## مساجدها
- جامع الفرقان
- جامع نجيب أديب
- جامع الشهيد صبري
- جامع الحميد المجيد
- مسجد الأئمة